# 国際度量衡総会
国際度量衡総会（こくさいどりょうこうそうかい、仏: Conférence générale des poids et mesures; CGPM, 英: General Conference of Weights and Measures）は、メートル条約に基づき、世界で通用する単位系（国際単位系〈SI〉）を維持するために加盟国参加によって開催される総会議。この会議は他の2つの機関（国際度量衡委員会〈CIPM〉及び国際度量衡局〈BIPM〉）の上位機関（メートル条約に基づいて世界で通用する単位系（国際単位系）を維持するために設立された3つの組織のうちの最高機関）と位置づけられる。開催は4年（当初は6年）に1度、フランスのパリで行われ、フランス語の表記に従い英語圏においてもCGPMを頭字語とする。
1889年9月28日に第1回総会を開催。キログラムが国際キログラム原器（IPK）の質量を基準として定義された。
2018年11月の第26回総会において、キログラム kg、アンペア A、ケルビン K、モル mol の4つについて、その定義が根本的に改定された（国際キログラム原器は廃止）。秒 s、メートル m、カンデラ cd の定義は本質的にはこれまでと同じであるが、表現が改められた。これに伴い、国際単位系の定義そのものも根本的に改められた（「SI基本単位の再定義 (2019年) 」を参照）。
2019年2月現在、加盟国は59か国、准加盟国/経済圏は42か国となっている。

## 年譜
- 第1回（1889年） - キログラムを、白金とイリジウムの合金である国際キログラム原器の質量と定義し、国際キログラム原器を国際度量衡局（BIPM）が保管することが決定された。国際メートル原器も承認された。
- 第2回（1897年）
- 第3回（1901年） - リットルが1キログラムの水の体積と再定義された。キログラムが質量の単位であることを明確にし、「標準重量」と標準重力加速度を定義し、重力の単位にはグラム重（重量グラム）を使用すべきとして、その定義を明確にした。
- 第4回（1907年） - カラットを 200 ミリグラム とすることが承認された。
- 第5回（1913年） - 国際温度目盛が提案された。
- 第6回（1921年） - メートル条約が改正された。
- 第7回（1927年） - 電気・磁気諮問委員会（CCE）が創設された。
- 第8回（1933年） - 電気の絶対単位の必要性が確認された。
- 第9回（1948年） - 「国際実用計量単位系（practical system of units of measurement for international use）」（後の国際単位系〈SI〉）の設立が決定された。アンペア、クーロン、ファラド、ヘンリー、ジュール、ニュートン、オーム、ボルト、ワット、ウェーバが定義された。3種類の名前の候補の中からセルシウス度が選ばれた。リットルの単位を小文字の「l」とすることが採択された。小数点の表記にコンマとピリオドの両方が承認された。ステールと秒の記号が変更された[2]。
- 第10回（1954年） - ケルビン、標準大気圧が定義された。メートル、キログラム、秒、アンペア、ケルビン度、カンデラを基本単位とする国際単位系がスタートした。
- 第11回（1960年） - メートルが、光の波長に基づいて再定義された。ヘルツ、ルーメン、ルクス、テスラが採択された。新しい国際的な単位系の略称を、「Système International d'Unités」の頭文字からSIとし、この国際単位系（SI）の一応の確立をみた。SI接頭語のピコ、ナノ、マイクロ、メガ、ギガ、テラが承認された。
- 第12回（1964年） - リットルの定義が元の1 dm3に戻された。SI接頭語のアト、フェムトが承認された。
- 第13回（1967年） - 秒がセシウム原子の振動に基づいて再定義された。ケルビン度をケルビンに改称した。カンデラが再定義された。
- 第14回（1971年） - 新しいSI基本単位であるモルを定義した。パスカル、ジーメンスを採択した。
- 第15回（1975年） - SI接頭語のペタ、エクサが承認された。グレイ、ベクレルが採択された。
- 第16回（1979年） - シーベルトが定義された。リットルの記号としてlに加えて、Lが許容された。
- 第17回（1983年） - メートルが光速度に基づいて再定義された。
- 第18回（1987年） - ジョセフソン定数KJとフォン・クリッツィング定数RKの協定値が採択された。これにより、アンペアとキログラムの新たな定義法への道が開かれた。
- 第19回（1991年） - SI接頭語のヨクト、ゼプト、ゼタ、ヨタが承認された。
- 第20回（1995年） - 補助単位とされていたラジアンとステラジアンが組立単位とされた。
- 第21回（1999年） - 新しいSI組立単位としてカタールが採択された。
- 第22回（2003年） - 小数点の表記としてコンマとピリオドの両方が同等であることが再確認された[3]。
- 第23回（2007年） - ケルビンの定義が明確化された。
- 第24回（2011年） - プランク定数によるキログラムの定義が提案された。
- 第25回（2014年） - 1年前倒しで開催された。SIの再定義は、プランク定数その他の必要な定数の精度が不十分として、延期された。
- 第26回（2018年） - 秒、メートル、キログラム、アンペア、ケルビン、モル、カンデラの再定義が決議されるとともに、国際単位系（SI）の定義が根本的に改訂された（「SI基本単位の再定義 (2019年) 」を参照）。これはSIについての1960年以来の抜本的な改革である。
- 第27回（2022年）[4] - SI接頭語のロナ、ロント、クエタ、クエクトが承認された[5][6][7]。閏秒を2035年までに廃止することを決議した[8][9][10]。
- 第28回（2026年予定） - UT1-UTCの最大値を決定予定（閏秒の廃止の決定予定）。秒の新定義の提案（想定）[11]。
- 第29回（2030年予定） - 秒の新定義の採択（想定）[11][12][13][14]。